# Konfederacja Narodu
Konfederacja Narodu (KN) – polska nacjonalistyczna organizacja konspiracyjna o charakterze polityczno-wojskowym działająca w latach 1940–1943.
Została utworzona w środowisku działaczy ONR-Falanga. Ta frakcja Obozu Narodowo-Radykalnego, kierowana przez Bolesława Piaseckiego, podczas okupacji niemieckiej uznawała rząd RP na uchodźstwie i współpracowała z Polskim Państwem Podziemnym. Program KN w pewnym zakresie stanowił kontynuację postulatów Falangi, aczkolwiek z innym akcentem na poszczególne punkty programu. Podczas gdy przedwojenny ONR-Falanga koncentrował się głównie na kwestii przejęcia władzy oraz wewnętrznej reorganizacji państwa, KN, której przyszło działać w warunkach okupacyjnych, skupiała się przede wszystkim na metodach pokonania okupantów, odzyskaniu przez Polskę niepodległości oraz opracowaniu wizji powojennego ładu międzynarodowego.

## 1940-1941

### Geneza
Konfederacja Narodu powstała we wrześniu 1940 r. ze zjednoczenia kilku organizacji konspiracyjnych. Miała zastąpić działające wcześniej Centralny Komitet Organizacji Niepodległościowych i Komitet Porozumiewawczy Organizacji Niepodległościowych jako siła scalająca organizacje niezależne od Związku Walki Zbrojnej, postrzeganego jako struktura związana z obozem sanacyjnym.
Negocjacje nad utworzeniem organizacji toczyły się od wiosny do września 1940 r. Ich inicjatorami byli: Jan Włodarkiewicz, Witold Rościszewski i Bolesław Piasecki. Ostatecznie za datę powstania Konfederacji Narodu przyjmuje się 28 września (lub 19 września) 1940 r. 7 października przyjęta została deklaracja ideowa i statut. W grudniu opracowano instrukcję organizacji struktury terytorialnej.
W skład Konfederacji Narodu weszły:
- Tajna Armia Polska
- „Znak”
- „Pobudka”
- „Wawel”
- Związek Czynu Zbrojnego
- Gwardia Obrony Narodowej

### Struktura organizacyjna
Na czele KN stanął Tymczasowy Związek Rady KN, do którego weszli z ramienia poszczególnych organizacji:
- mjr Jan Włodarkiewicz (ps. „Jan Darwicz”) – Tajna Armia Polska
- Stanisław Dangel (ps. „Salisch”) – „Znak”
- ppłk Julian Znamierowski (ps. „Profesor Witold”) – Związek Czynu Zbrojnego
- mjr Józef Pater (ps. „Orlot”) – Gwardia Obrony Narodowej

W grudniu TZR KN przyjął nazwę Prezydium Konfederacji Narodu. Funkcję jego przewodniczących pełnili:
- ppłk Julian Znamierowski (ps. „Profesor Witold”) – 4–28 stycznia 1941 r.
- mjr Jan Włodarkiewicz (ps. „Jan Darwicz”) – od 28 stycznia 1941 r.

Kapelanem organizacji, a także jednym ważniejszych jej ideologów, był ksiądz Józef Warszawski ps. („Ojciec Paweł”).
Połączone oddziały wojskowe nosiły początkowo nazwę Wojskowych Oddziałów Skonfederowanych, w końcu stycznia 1941 r., po podziale Konfederacji Narodu na pion cywilny i wojskowy, zostały wyodrębnione jako oddzielna struktura i otrzymały nazwę Konfederacji Zbrojnej.
W skład pionu politycznego weszły organizacje „Wawel” i „Znak”, większa część „Pobudki” oraz członkowie struktur cywilnych pozostałych organizacji. Na czele tego pionu stanął Bolesław Piasecki.

### Program ideowy
Deklaracja ideowa Konfederacji Narodu zatwierdzona 7 października 1940 r. za cel organizacji uznawała stworzenie jednolitej kadrowej siły zbrojnej, która jednoczyłaby wszystkich: „dla których miłość Rzeczypospolitej stoi zaraz po miłości Boga i którzy są zdolni podporządkować swe osobiste ambicje dobru Narodu Polskiego (…). Wyraźnie akcentowano ponadpartyjny charakter organizacji, nie pozostawiając przy tym wątpliwości co do jej podstaw ideowych – deklaracja odwołuje się wprost do hasła Polski mocnej, narodowej, chrześcijańskiej i sprawiedliwej”. Mówi ponadto o konieczności kontynuowania walki o niepodległość wszystkimi możliwymi środkami, prowadzeniu przygotowań do podjęcia w odpowiedniej chwili walki zbrojnej oraz kierowaniu siłami Narodu w czasie okupacji. Po odzyskaniu niepodległości organizacja ma zapobiec przejęciu władzy w kraju przez ugrupowania lewicowe bądź związane z obozem, który doprowadził do klęski wrześniowej.
Konfederacja Narodu było ugrupowaniem z ambitnym programem geopolitycznym, opartym na ideologii katolicko-narodowej o bardzo wyraźnym rysie antyhitlerowskim i antykomunistycznym. Młodzi działacze przedwojennej Falangi pod wpływem rzeczywistości okupacyjnej przekonywali, że zrewidowali swój wcześniejszy, faszyzujący światopogląd i wypracowali nową ideologię: „uniwersalizm”, której założenia można sprowadzić do hasła: ani totalitaryzm, ani liberalizm. Jej autorem był ksiądz Józef Warszawski ps. „Paweł” – kapelan Zgrupowania AK Radosław w czasie powstania warszawskiego i jednocześnie kapelan KN. W zapewnienia o odejściu od totalitarnych wzorców narodowo-radykalnych wiary nie dawali historycy Jacek Majchrowski i Stanisław Faliński. Artur Paszko ocenił, że KN rzeczywiście odeszła od części totalistycznych poglądów. Niemniej jednak trzon jej ideologii pozostał quasi-faszystowski. Czesław Żerosławski dostrzegał w programie KN zarówno wpływy chrześcijańskie, jak i faszystowskie. Pisał: „[...] «chrześcijański światopogląd» Konfederacja Narodu wzbogaciła o
elementy ideologii faszystowskiej. Świadczyły o tym m.in. jej antysemicka fobia, panslawizm rozumiany w kategoriach rasistowskich, teza o polskiej wyższości kulturalnej i cywilizacyjnej, kult wodzostwa, siły i gwałtu”.
Faliński nie uważał, żeby deklarowane przez KN poglądy chrześcijańskie stały w jakiś sposób sprzeczności z ideologią faszystowską, którą z całą stanowczością przypisywał organizacji. Przekonywał: „Stwierdzona tu podstawa ideologii KN: totalitaryzm nacjonalistyczny oparty na społeczno-kulturowym ethosie drobnomieszczańskim, pozwala przyjąć, że jest to ideologia faszystowska. Jej specyfika – pozorna różnica w stosunku do innych ideologii faszystowskich – wynika z głoszonego przez nią katolicyzmu i jest spowodowana specyfiką narodu, w ramach którego omawiana organizacja działała. Znamy zresztą i inne przykłady znakomitego łączenia faszyzmu z katolicyzmem, m.in. Falangę Primo de Rivery młodszego. Jak się zresztą wydaje, wyznacznikiem faszyzmu nie jest katolicyzm, czy też jego brak. Rdzeń faszyzmu tkwi w światopoglądzie, którego podstawą jest nacjonalizm w swojej najjaskrawszej, totalitarnej formie, bazujący na ethosie drobnomieszczańskim”.
Program geopolityczny Konfederacji przewidywał z kolei integrację państw Europy Środkowo-Wschodniej od Finlandii po Bałkany w Imperium Słowiańskie pod przewodnictwem Polski w granicach na wschodzie sprzed I rozbioru, tj. z 1772 r., a na zachodzie – na Odrze i Nysie Łużyckiej, gdyż – jak zakładali jego autorzy – byłaby to najskuteczniejsza droga do zabezpieczenia wolności narodów tego regionu przed imperializmem Niemiec i Rosji. Rosja miała zostać zredukowana do rozmiarów dawnego Wielkiego Księstwa Moskiewskiego (koloniami Imperium Słowiańskiego widziano Syberię, Kaukaz i Azję Środkową), a Ukraińcy i Białorusini – których prawa do narodowej odrębności nie uznawano – spolonizowani. W granicach państwa polskiego miały się też znaleźć Tanganika i Kamerun. Głównym twórcą tej koncepcji był J. Moszyński.
KN była formacją antysemicką. Za dwóch głównych wrogów Polski uznawała Żydów i Niemców. W trakcie likwidowania przez Niemców getta warszawskiego w organie prasowym organizacji, „Nowej Polsce”, pisano: „Polska zostanie odżydzona. Pozbędziemy się elementu pod każdym względem szkodliwego, elementu, który w życiu politycznym był zawsze wrogo do Polski nastrojony, który zabagniał nasze życie kulturalne, i którego rola w życiu społeczno-gospodarczym była również niezmiernie szkodliwa, powodując między innymi zwichnięcie struktury socjalnej Narodu Polskiego”. Przed masową eksterminacją polskich Żydów w tytułach prasowych Konfederacji sugerowano, żeby albo zatrzymać ich w gettach, albo deportować nad Wołgę. Jednocześnie postulowano nacjonalizację własności żydowskiej. 
Istotną rolę w światopoglądzie KN zajmował agraryzm. Chłopi mieli być grupą „najbardziej biologicznie polską”. Faliński porównywał rasowe koncepcje Konfederacji dotyczące chłopstwa do nazistowskiej ideologii „krwi i ziemi” (niem. Blut und Boden). Zarazem podtrzymywano poglądy patriarchalne. W „Nowej Polsce” przekonywano: „Pierwiastek męski musi panować nad kobiecym”.

### Wydawane pisma
Wśród pism wydawanych przez Konfederację Narodu były zarówno pisma nowe, jak i wydawane dotychczas przez poszczególne organizacje. Ukazywały się następujące tytuły:
- „Znak”
- „Pobudka”
- „Biuletyn Żołnierski”
- „Biuletyn Słowiański”
- „Ziemia Mówi”
- „Nowa Polska”
- „Nowa Polska. Wiadomości Codzienne”
- „Myśl wychowawcza” (jeden numer, 1940 r.)

### Częściowe scalenie z ZWZ
Już od początku samodzielnej działalności Konfederacji Zbrojnej trwały rozmowy na temat jej współpracy z ZWZ, który stopniowo zaczął być postrzegany jako apolityczna organizacja wojskowa. Na przełomie lipca i sierpnia 1941 dotychczasowy komendant KZ, Jan Włodarkiewicz, otrzymał nowy przydział – już w ramach ZWZ. Miesiąc później przekazał Stefanowi Roweckiemu dowodzenie podległą sobie organizacją. Proces scaleniowy trwał od listopada 1941 do zimy 1942 r.
Pion polityczny, zachowujący nazwę Konfederacja Narodu, pozostał niezależny, jedynie część „Pobudki” wraz z Witoldem Rościszewskim podporządkowała się ZWZ. Działacze Związku Czynu Zbrojnego i Gwardii Obrony Narodowej podjęli podobną decyzję 3 lipca 1942 r., wydając przy tym oświadczenie, że wobec wycofania się wszystkich organizacji założycielskich uważają działalność Konfederacji Narodu założonej we wrześniu 1942 r. za zakończoną.

## 1942-1943

### Struktura organizacyjna

#### Organizacja Krajowa
Po scaleniu Konfederacji Zbrojnej z ZWZ, Bolesław Piasecki został komendantem całej organizacji. Jej struktury cywilne tworzyły tzw. Organizację Krajową, na czele której stali kolejno Jan Moszyński (ps. „Mielnicki”) i Jerzy Hagmajer (ps. „Marek”, „Kiejstut”). Organizacja Krajowa dzieliła się na piony. Na czele pionu polityczno-propagandowego stali kolejno Jan Moszyński (ps. „Mielnicki”) i Włodzimierz Pietrzak (ps. „Balk”). Do głównych jego zadań należało wydawanie prasy. Pionem słowiańskim kierował Stanisław Hniedziewicz (ps. „Kubica”, „Olgierd”). Dużą rolę odegrał pion kulturowy kierowany przez Onufrego Bronisława Kopczyńskiego (ps. „Adam”, „Stefan Barwiński”), a po jego aresztowaniu przez Włodzimierza Pietrzaka (ps. „Balk”).
Do ścisłego kierownictwa Konfederacji Narodu należeli ponadto: ksiądz Józef Warszawski (ps. „Ojciec Paweł”), Stefan Lipiński (ps. „Bruno”), Wojciech Kętrzyński (ps. „Wołkowyski”), Jerzy Szlubowski (ps. „Szary”), Adolf Gozdawa-Reutt (ps. „Welanowski”).

#### Teren Młodzieży KN
- Na jego czele stali:
  - Jerzy Cybichowski (ps. „Smoleński”; 1920-13.05.1943),
  - Mieczysław Kurzyna (ps. „Lipiński”, „Miecz”) – od maja 1942.

Wydział Młodzieży KN został utworzony w 1941 r., a pod koniec tegoż roku zmilitaryzowany – przekształcono go w Batalion im. Klemensa Sznarbachowskiego („Klima”). W maju 1942 r. batalion ten rozwiązano – część chłopców zasiliła oddziały partyzanckie, z pozostałych starsi (17–19 lat) trafili do nowo tworzonego oddziału „Niedźwiedzi”, młodsi pozostali w Terenie Młodzieży KN. Kierownictwo Terenu Młodzieży objął Mieczysław Kurzyna. W 1943 r. Teren Młodzieży przyjął nazwę Młodzież Nowej Polski. Struktura ta obejmowała młodzież z Warszawy i okolic, a jej liczebność szacowana jest na 200-300 osób. Program prac Terenu Młodzieży obejmował przede wszystkim pracę wychowawczą i samokształcenie, ponadto podstawowe wyszkolenie wojskowe oraz udział w akcjach Małego sabotażu. Teren Młodzieży wydawał własne pismo: do końca 1943 „Młodzież Imperium”, a w 1944 „Iskrę”. Chłopcy prowadzili też kolportaż pism KN oraz innych organizacji. W 1943 r. Teren Młodzieży KN przystąpił do Porozumienia Polskich Organizacji Młodzieżowych.
W czasie powstania warszawskiego pluton dowodzony przez Mieczysława Kurzynę, nazwany od pseudonimu dowódcy „Mieczykami”, walczył w szeregach batalionu „Czata 49”.

#### Teren Kobiecy KN
Wszystkie kobiety działające w Konfederacji Narodu podlegały Terenowi Kobiecemu KN, utworzonemu przez Marię Iwanicką (ps. „Małgorzata”). Dzielił się on na wydziały:
- Wydział Ideowo-Wychowawczy
- Wydział Szkoleniowy
- Wydział Młodzieży Żeńskiej starszej (powyżej 16 lat)
- Wydział Młodzieży Żeńskiej młodszej (14–16 lat)
- Wydział Opieki – od sierpnia 1943.

Działalność Terenu Kobiecego polegała z jednej strony na prowadzeniu pracy ideowo-wychowawczej wśród kobiet, z drugiej – na realizacji konkretnych zadań na rzecz organizacji. Całkowicie w rękach kobiet znajdowała się łączność – zarówno na terenie Warszawy, jak i z siatką terenową oraz oddziałami partyzanckimi. Ponadto pracowały one w kolportażu, wydziale więziennictwa i dziale sanitarnym. Zajmowały się także opieką nad rodzinami walczących w partyzantce oraz organizowaniem zakwaterowania i leczenia przybywających z oddziałów rannych (Wydział Opieki).
Przygotowywano także kobiety do udziału w działaniach bojowych w charakterze łączniczek i sanitariuszek.

#### Pion Uderzenia (Wydzielona Grupa Uderzeniowa)
Na jego czele stał Adolf Gozdawa-Reutt (ps. „Welanowski”), jednak sprawowanie bezpośredniego dowództwa zastrzegł sobie Bolesław Piasecki. Działalność tego pionu uznano za najważniejszą. Za podstawową formę prowadzenia działalności bojowej przyjęto walkę partyzancką – oddziały partyzanckie Konfederacji Narodu wyruszyły w pole już w październiku 1942 r. Nosiły nazwę Uderzeniowych Batalionów Kadrowych. UBK walczyły początkowo na Białostocczyźnie, a po scaleniu z AK na terenie Okręgu Nowogródek. Było to zgodne z politycznymi celami KN akcentującymi konieczność obrony województw wschodnich nie tylko przed okupującymi je aktualnie Niemcami, ale także przed przyszłym zagrożeniem ze strony ZSRR.
Rolę oddziału dyspozycyjnego Organizacji Krajowej pełnił w Warszawie oddział „Niedźwiedzi”, wywodzący się w Wydziału Młodzieży. Oddziałem tym dowodził od momentu jego powstania w połowie 1942 Stanisław Hniedziewicz (ps. „Kubica”, „Olgierd”), a po jego odejściu do partyzantki Leszek Niżyński (ps. „Niemy”) – od listopada 1943 r. Po scaleniu z AK oddział „Niedźwiedzi” wszedł początkowo w skład Kedywu warszawskiego, a od stycznia 1944 r. został podporządkowany Kedywowi Komendy Głównej. Podlegał rozkazom kpt. Franciszka Mazurkiewicza (ps. „Niebora”), dowódcy Batalionu „Miotła” i w składzie tego batalionu walczył w powstaniu warszawskim.

#### Struktura terenowa
Struktura terenowa Konfederacji Narodu opierała się na podziale na Dzielnice, które z kolei dzieliły się na okręgi i obwody.
Dzielnice:
- Centralna i Północno-Wschodnia
- Południowo-Wschodnia
- Północno-Zachodnia.

Najbardziej rozbudowana organizacyjnie i liczebnie była Dzielnica Centralna i Północno-Wschodnia (zwłaszcza Warszawa i rejon podwarszawski oraz Podlasie). Dokładna jednak struktura i liczebność siatki terenowej KN nie została jak dotąd ustalona.

### Działalność
Konfederacja Narodu zajmowała się przede wszystkim działalnością wywiadowczą, sabotażem przemysłowym, dywersją kolejową. Ogromną wagę przywiązywano do pracy ideowej i propagandowej. To z inicjatywy członków KN zgrupowanych wokół pisma „Sztuka i Naród” doszło do utworzenia w 1943 r. Ruchu Kulturowego. Działacze Konfederacji wspólnie z organizacją Unia powołali także do życia instytucję naukową Blok Środkowo-Europejski na czele z Jerzym Braunem (ostatnim Delegatem Rządu na Kraj i autorem Testamentu Polski Podziemnej).
Prowadzono intensywną pracę wychowawczą wśród własnych członków, głównie z Terenu Młodzieży KN, ale także Terenu Kobiecego i siatki terenowej. Prowadzono stałą akcję pomocy więźniom, opiekowano się rodzinami tych, którzy odeszli do oddziałów partyzanckich, zorganizowano system opieki nad rannymi.
W celu zdobycia funduszy na cele organizacyjne Konfederacja Narodu, nie finansowana przez rząd w Londynie, przeprowadzała liczne akcje ekspropriacyjne z bronią w ręku. Dowódcą zespołu ekspropriacyjnego, do którego należeli m.in. Ryszard Reiff (ps. „Jacek”), Marek Kolendo (ps. „Żegota”) i Tadeusz J. Jagodziński (ps. „Stefan Pawłowski”), był Stanisław Hniedziewicz. Jedną ze słynniejszych akcji wojskowych, przeprowadzonych członków siatki konspiracyjnej KN, było uwolnienie w nocy z 26 na 27 lipca 1942 z centralnego więzienia śledczego przy ulicy Daniłowiczowskiej w Warszawie pięciu członków organizacji aresztowanych właśnie w czasie jednej z akcji ekspropriacyjnych. Organizatorem akcji uwalniania więźniów był A. Reutt, a dowodził nią Stefan Lipiński ps. „Bruno”. Pomocy w jej przeprowadzeniu udzielił Konfederacji słynny konspirator Stefan Witkowski – szef tajemniczej organizacji Muszkieterowie. Człowiek, który go zabił (z wyroku Wojskowego Sądu Specjalnego) został w odwecie zlikwidowany przez oddział KN.
Za podstawowy cel organizacja postawiła sobie jednak walkę zbrojną z niemieckim okupantem. Oddziały partyzanckie Konfederacji, noszące nazwę Uderzeniowych Batalionów Kadrowych wyruszyły w pole w październiku 1942 i walczyły głównie na Białostocczyźnie i Wileńszczyźnie. Po scaleniu z AK brały udział w walkach partyzanckich oraz w operacji „Ostra Brama” jako część 77. Pułku Piechoty AK. Nieliczne grupy partyzanckie KN, które pozostały na terenie Podlasia zostały wiosną 1944 włączone do 30. Poleskiej Dywizji AK. Łącznie KN skierowała do oddziałów partyzanckich ok. 2 tys. 700 ludzi.
W powstaniu warszawskim wzięły udział dwa plutony wywodzące się z KN:
- „Mieczyki” pod dowództwem pchor. Mieczysława Kurzyny ps. „Miecz” – batalion „Czata 49”,
- „Niedźwiedzie” pod dowództwem ppor. Lecha Niżyńskiego ps. „Niemy” – batalion „Miotła”.

### Wydawane pisma
Kontynuowano wydawanie pism „Nowa Polska”, „Nowa Polska. Wiadomości Codzienne” i „Biuletyn Słowiański”. Ponadto ukazywały się:
- „Do broni”
- „Nowa wieś”
- „Nowa Polska Gospodarcza”
- „Młodzież Imperium”
- „Iskra”
- „Sztuka i Naród”

### Scalenie z Armią Krajową
Do ostatecznego scalenia KN z AK doszło jesienią 1943. Rozkaz scaleniowy gen. Tadeusza Komorowskiego (ps. „Bór”) z 17 sierpnia 1943 oddawał oddziały KN przygotowywane do wyjścia w pole pod rozkazy komendanta Okręgu Nowogródek, działające na Podlasiu – komendanta Okręgu Białystok, a pozostałe podporządkowywał właściwym terytorialnie komendantom okręgów. Wkrótce oddziały działające na Podlasiu zostały także przerzucone na Nowogródczyznę.